# Condado de Villapadierna
El condado de Villapadierna es un título nobiliario español creado por el rey Alfonso XII, el 10 de abril de 1878, a favor del caballero de Santiago Felipe Padierna de Villapadierna y Muñiz, fiscal y senador del reino, heredero de los señores de Villapadierna. 
Los Padierna son estirpe hidalga que dieron nombre a un solar, en el curso alto del Esla, desdoblándose luego en el apellido familiar (los Padierna de Villapadierna) y es finalmente título de Castilla. Además del solar, han poseído desde el siglo XIII los estados y señoríos de Arcayos, Vega del Árbol, Villaverde, Cea, Sena, Albires, Villa Hamete, Villa Cid, Alcuetas y Villanueva de Jamuz (rama Quiñones) y Olloniego, Pola de Lena y Aller (rama Quirós). 

## Condes de Villapadierna
|                          | Titular                                         | Periodo                  |                          |
| Creación por Alfonso XII | Creación por Alfonso XII                        | Creación por Alfonso XII | Creación por Alfonso XII |
| ------------------------ | ----------------------------------------------- | ------------------------ | ------------------------ |
| I                        | Felipe Padierna de Villapadierna y Muñiz        | 1878-1895                |                          |
| II                       | Felipe Padierna de Villapadierna y Erice        | 1895-1928                |                          |
| III                      | José María Padierna de Villapadierna y Avecilla | 1909-1979                |                          |
| IV                       | José Felipe Padierna de Villapadierna y Klein   | 1981-actualidad          |                          |

## Antecedentes

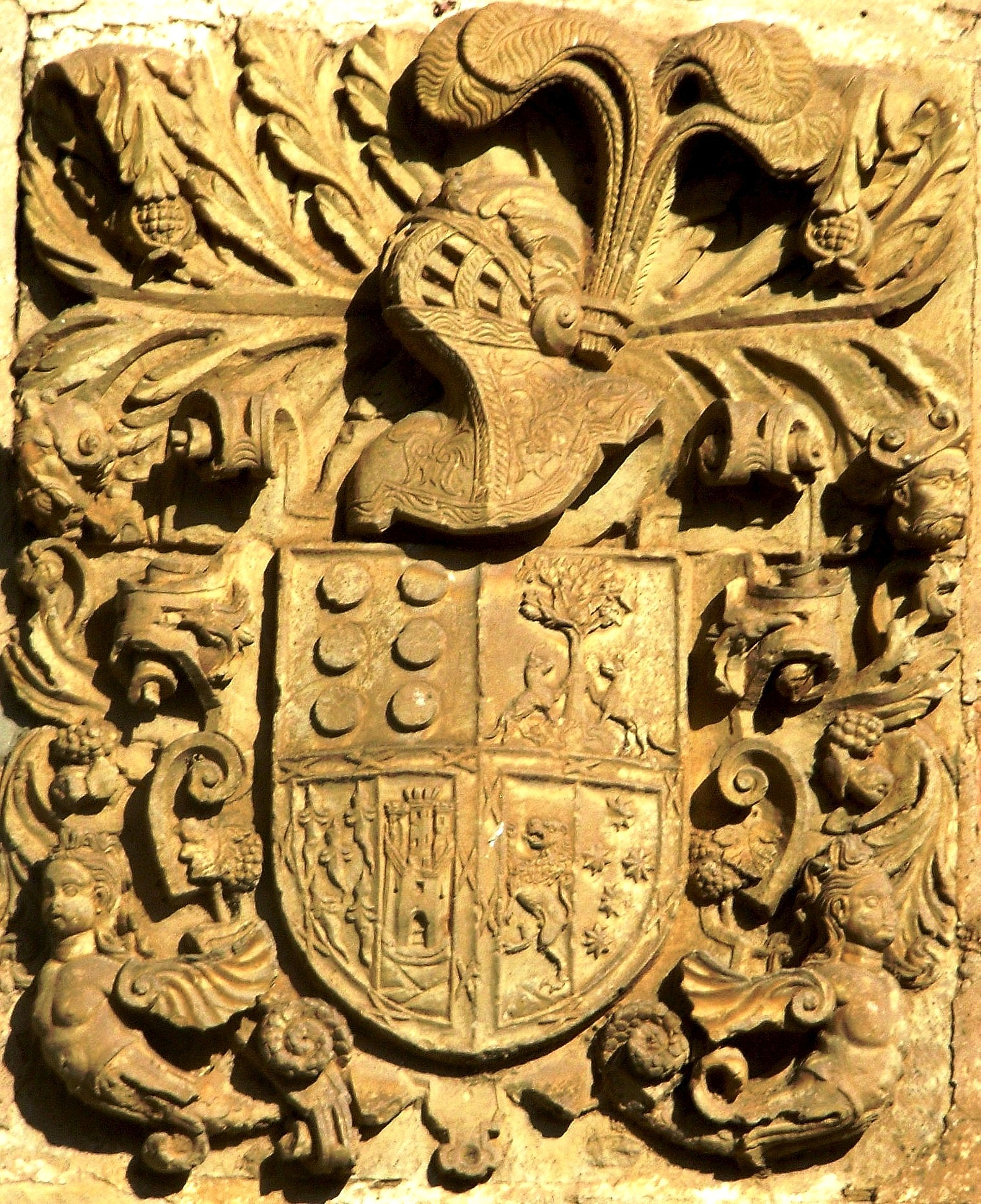
Escudo de otra rama de los Villapadierna, los Villapadierna-Castro en Castro del Condado

Los Villapadierna son un viejo linaje asturleonés que cuenta entre sus miembros caballeros de las Órdenes de San Juan, Santiago, Alcántara y Calatrava. 
Los Padierna forman parte de la leyenda de la batalla de Clavijo, sus descendientes fueron cruzados en Constantinopla, conquistadores de Chile, poetas-soldado, inquisidores y colonos en México y Antioquía. 
Los Padierna (o con frecuencia Villapadierna) fueron señores desde la Reconquista del Castillo de Villapadierna, lugartenientes de la flota del almirante de Castilla y adelantados de Tierra de Campos. En la familia nació Santo Toribio, arzobispo de Lima y evangelizador del virreinato del Perú, quien bautizó a los primeros santos del subcontinente: Santa Rosa de Lima, San Martín de Porres,  San Francisco Solano y San Juan Macías. 
La casa ha dado distintas personalidades de armas, de iglesia, de la política o del deporte, así como protectores de escritores y artistas. El palacio de Villapadierna, en el ensanche novecentista de Madrid, sito en la calle de Goya 10, fue derribado en 1968 para construir el actual Instituto Beatriz Galindo. En Villanueva del Campo se conserva la Casa de Padierna; en el casco viejo de León, la Casa de Villapadierna; en Herrera del Duque, el palacete de campo de la dehesa de Cíjara; y en La Caleta, de Málaga, La Bougainvillae. En el pueblo de Villapadierna, en la vega del Esla, su castillo se encuentra en la lista roja de monumentos en peligro, y a las afueras de Oviedo, en Olloniego, permanecen en semiabandono el castillo y el puente de Quirós.

## Historia de los condes de Villapadierna
- Felipe Padierna de Villapadierna y Muñiz (Villanueva del Campo, Zamora, 23 de agosto de 1832-Madrid, 1 de marzo de 1895), I conde de Villapadierna, caballero de Santiago, fiscal y senador vitalicio.[4] Era hijo de Gabriel Padierna de Villapadierna y Martínez y de Petra Muñiz de Aláiz.[4]

Casó el 20 de abril de 1868 con Manuela de Erice y Urquijo (1840-1896), sobrina del marqués de Urquijo. Tuvieron cuatro hijos: Felipe, Manuela, Gabriel y Jesús. Mientras que el primogénito heredó el condado, el resto fueron ennoblecidos por su obra social y su aportación para la construcción de templos en barrios obreros, por el Papa León XIII: Manuela, con el marquesado de Padierna; Gabriel, caballero de Santiago, con el marquesado de Muñiz; y Jesús, también caballero de Santiago, con el condado de Erice. Sucedió su hijo:
- Felipe Padierna de Villapadierna y Erice (Madrid, 7 de abril de 1869-1928), II conde de Villapadierna,[2] caballero de Santiago.

Contrajo matrimonio con Raimunda Avecilla y Aguado (m. Málaga, 9 de mayo de 1949), ahijada y heredera de los I marqueses de Linares, José de Murga y Reolid y Raimunda de Osorio y Ortega. Tuvieron dos hijos: María, que casó con el marino y barón de Benidoleig, Luis Miquel y Rodríguez de la Encina, y fue asesinada por miembros de la Milicia confederal junto con sus tíos Manuela y Gabriel, durante la Revolución Española de 1936. En 5 de junio de 1930 sucedió su hijo:
- José María Padierna de Villapadierna y Avecilla (Málaga, 26 de diciembre de 1909-Madrid, 23de octubre de 1979), III conde de Villapadierna,[2] fue pionero de la hípica y del automovilismo español, además de fundador de la Federación (FEA) y del Derby Villapadierna, también conocido como Derby Español. Su nombre constituye una leyenda en ambos deportes, como creador de la Escudería Villapadierna, con Joaquín Palacios, y de la mítica Cuadra Villapadierna.  Reputado galán internacional de incontables conquistas, de Perlita Greco a Rita Hayworth.[7]

Contrajo matrimonio con una corista, Isabel Martín y Díaz; enviudado tempranamente, casó en segundas nupcias con Alicia Klein y García-Aráoz, que fue campeona de España de golf. Tuvieron dos hijos: Alicia Raimunda y José Felipe, quien heredó el título de Castilla a la muerte de su padre. Alicia (13 de septiembre de 1960-Marbella, 5 de abril de 2018), estuvo casada con el empresario Ricardo Arranz de Miguel, presidente de la Asociación de Urbanizadores y Turismo Residencial de España, dirigió una cadena de Hoteles que llevan por nombre el título de la casa. En 26 de fnoviembre de 1981 sucedió su hijo:
- José Felipe Padierna de Villapadierna y Klein (n. 1962), IV conde de Villapadierna[2] y criador de caballos.

Casó con Elena Orbaneja y Gómez-Jordana, hija de la III condesa de Jordana.